# جان رزایگ
جان رزایگ (انگلیسی: John Resig؛ زادهٔ ۸ مهٔ ۱۹۸۴) یک مهندس نرم‌افزار و کارآفرین امریکایی است، که بیشتر برای ایجاد و هدایت توسعهٔ کتابخانه جاوااسکریپتی جی‌کوئری شناخته شده است.